# Mănăstirea Slătioarele

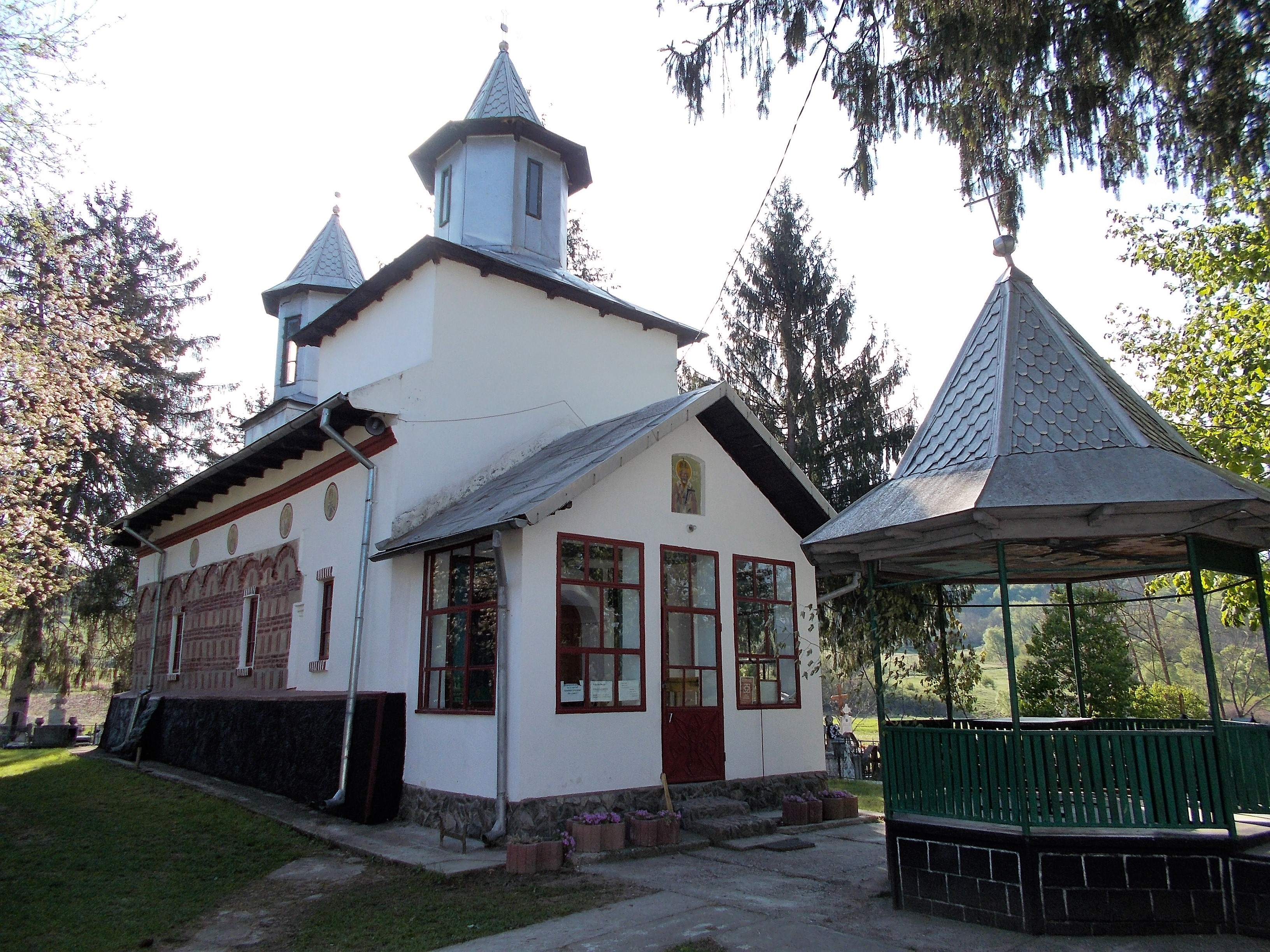
Biserica „Sf. Nicolae” a fostei mănăstiri Slătioarele

Mănăstirea Slătioarele s-a aflat până pe la începutul secolului XIX în satul Slătioarele, pendinte de orașul Ocnele Mari, județul Vâlcea. 
A fost ridicată în anii 1568-1577, de soția lui Alexandru II Mircea, Doamna Ecaterina Salvaresso. La 1 septembrie 1579, Mihnea Turcitul o înzestra cu o parte din sat. 
Între 1643-1644 Mănăstirea Slătioarele din Ocnele Mari a fost refăcută de Doamna Elina Năsturel Herescu (1598-1653), soția lui Matei Basarab.
Din mănăstire a mai rămas doar biserica, folosită ca biserică parohială. Biserica a fost inclusă pe Lista monumentelor istorice din județul Vâlcea din anul 2015, având codul de clasificare  VL-II-m-B-09915.